# Trekpleister (drogisterij)
Trekpleister is een Nederlandse drogisterijketen. Het assortiment bevat voornamelijk producten op het gebied van schoonheid, verzorging en gezondheid. Trekpleister telt anno 2018 185 filialen en 1.900 werknemers.
Trekpleister werd in 1980 opgericht door De Boer winkelbedrijven, een voorloper van de keten Super de Boer en was een zusterbedrijf van Mitra slijterijen. De naam ‘Trekpleister’ is verzonnen door een toenmalige werkneemster van De Boer Supermarkt, Dineke Dekker. 
In 1998 werd Trekpleister overgenomen door Kruidvat, waarmee deze combinatie in Nederland een marktaandeel van 36% verkreeg. In 2002 werd de combinatie voor 1,3 miljard euro overgenomen door de Hongkong-Chinese A.S. Watson Group, onderdeel van CK Hutchison Holdings. Ook ICI PARIS XL behoort tot Watson.
Het hoofdkantoor van Trekpleister staat in Renswoude.